# Mad Men
Mad Men ist eine US-amerikanische Fernsehserie, die von Lionsgate Television produziert wurde und vom 19. Juli 2007 bis zum 17. Mai 2015 vom Kabelsender AMC ausgestrahlt wurde. Am 6. Juli 2009 fand die deutschsprachige Erstausstrahlung auf dem Pay-TV-Seriensender FOX statt. Im Mittelpunkt der Drama-Serie steht eine fiktive New Yorker Werbeagentur in den 1960er Jahren.

## Name
Der Titel der Serie basiert auf einem Wortspiel. Die in der Werbebranche beschäftigten Fachleute wurden im normalen US-Sprachgebrauch traditionell als „ad men“ (vergleichbar dem deutschen Begriff „Werber“) bezeichnet. Aufgrund der hohen Konzentration von Werbeagenturen an der Madison Avenue in New York City und unter Anspielung auf das für die Kreativbranche typische unkonventionelle Denken soll sich daraus in den 1950er Jahren die (selbst-)ironische Verballhornung „mad men“ (zu deutsch: „verrückte Männer“) entwickelt haben, wofür sich in zeitgenössischen Quellen allerdings kaum Belege finden.

## Inhalt
Die Serie spielt in New York in den 1960er Jahren. Die Handlung dreht sich um die fiktive Werbeagentur Sterling Cooper, ihre Mitarbeiter, deren Angehörige und das weitere Umfeld. Im Mittelpunkt steht der ehrgeizige und erfolgreiche Werbefachmann Don Draper. Er ist ein kettenrauchender Frauenheld mit einer dunklen Vergangenheit, die im Verlauf der Serie ans Licht kommt. Draper wird mit erfolgreichen Kampagnen für prominente Kunden zu einem wichtigen Garanten für den Erfolg von Sterling Cooper und später zu einem Teilhaber dieser Agentur. Berufliche Konkurrenzkämpfe, private Beziehungen und Konflikte sowie außereheliche Affären der Hauptpersonen werden in verschiedenen Erzählsträngen aufgerollt, wobei die Perspektive im Verlauf der sieben Staffeln von Don Draper und seinem Team zunehmend auch auf andere Personen erweitert wird.
Die Handlung ist eng in den sozialen und kulturellen Kontext der Zeit eingebettet, wobei insbesondere die damaligen gesellschaftlichen Hierarchien, die traditionellen Geschlechterrollen sowie der von wirtschaftlichem Aufschwung und Fortschrittsgläubigkeit getragene Lebensstil der 1960er Jahre wichtige Motive sind. Zahlreiche politische und gesellschaftliche Ereignisse des Jahrzehnts (z. B. die Wahl von John F. Kennedy und später das Attentat auf ihn, die Kubakrise, der Tod von Marilyn Monroe, der Aufstieg der jungen Rolling Stones, frühe Demonstrationen gegen die Rassentrennung) werden immer wieder aufgenommen und reflektiert.
Mit einer aufwendigen Ausstattung wird versucht, das Lebensgefühl und die Ästhetik der Ära detailgenau wiederzugeben. Die Dialoge sind reich an für die Zeit und Berufsgruppe typischem Wortwitz. So entsteht ein stilisiertes Sittenbild, voller Andeutungen auf die großen gesellschaftlichen Veränderungen, welche die späteren Jahre des Jahrzehnts mit sich bringen werden.

### Staffel 1
Zu Beginn der Staffel tritt Peggy Olsen ihre Stelle als Sekretärin von Donald „Don“ Draper, dem Creative Director der Werbeagentur Sterling Cooper, an. Sie hat anfangs Probleme, sich an ihrem Arbeitsplatz mit seinen ungeschriebenen Regeln, insbesondere was die Zusammenarbeit zwischen Männern und Frauen jener Zeit betrifft, zurechtzufinden.
Don Draper ist zunehmend damit beschäftigt, sein Privatleben vor seinem Umfeld geheim zu halten. So wird er mit seiner Vergangenheit konfrontiert, als sein jüngerer Halbbruder Adam Whitman auftaucht. Durch Rückblicke erfährt man, dass Don als Dick Whitman im Koreakrieg auf einem einsamen Außenposten unter einem Lieutenant Donald Draper gedient hatte. Dieser starb durch eine von Whitman unabsichtlich verursachte Explosion. Der nur leicht verletzte Whitman nahm daraufhin Drapers Identität an, um dem Krieg und seiner dysfunktionalen Familie zu entkommen.
Dons Ehefrau, Betty Draper, ist mit ihrer Rolle als Hausfrau und Mutter zugleich unter- wie überfordert und begibt sich in eine Psychotherapie. Sie beginnt Verdacht zu schöpfen, dass ihr Mann nicht aufrichtig zu ihr ist. Auch Dons Kollege Peter „Pete“ Campbell findet durch einen Zufall gepaart mit eigener Hinterlist heraus, dass Don nicht derjenige ist, für den er sich ausgibt. Zugunsten einer Beförderung versucht er Don damit zu erpressen.
Am Ende der Staffel bringt Peggy ein Kind zur Welt, welches sie unwissentlich nach einem One-Night-Stand mit Pete austrug.

### Staffel 2
Zu Beginn der zweiten Staffel kriselt es zunehmend in der Ehe von Don und Betty Draper. Nachdem Betty von einer von Dons zahllosen Affären erfahren hat, ist er gezwungen, für einige Zeit in einem Hotel zu wohnen. Er wird Partner bei Sterling Cooper.
Nach einigen Monaten der Abwesenheit kehrt Peggy, jetzt als Werbetexterin, zu Sterling Cooper zurück und erarbeitet sich langsam, doch stetig den Respekt ihrer überwiegend männlichen Kollegen. Hier weiß bis auf Don anfangs keiner von der Geburt ihres Kindes, welches letztlich zur Adoption freigegeben wird. Erst später, während der Kubakrise, offenbart sie Pete, dass er mit ihr ein Kind gezeugt hat. Dieser hat ironischerweise Probleme, mit seiner Ehefrau einen legitimen Nachkommen zu zeugen.
Am Ende der Staffel fusioniert Sterling Cooper mit der britischen Werbeagentur Puttnam, Powel & Lowe (PPL), was Unruhe unter der Belegschaft hervorruft und einige Veränderungen mit sich bringt.
Nicht zuletzt aufgrund Bettys dritter Schwangerschaft schaffen sie und Don es, sich noch einmal zu versöhnen.

### Staffel 3
Dons pflegebedürftiger Schwiegervater zieht bei den Drapers ein und bringt den Alltag durcheinander. Sein plötzlicher Tod macht besonders Tochter Sally schwer zu schaffen. Kurz darauf wird das dritte Draper-Kind Gene geboren. Betty lernt den charismatischen Politberater Henry Francis kennen und beginnt an ihrer Ehe zu zweifeln. Sie findet auch die Wahrheit über Dons früheres Leben heraus und stellt ihn zur Rede. Aufgebracht durch die sich überschlagenden Ereignisse um die Ermordung John F. Kennedys kann sie diesen gewaltigen Vertrauensbruch nicht verkraften und reicht die Scheidung ein, um mit Henry ein neues Leben zu beginnen.
Auch bei Sterling Cooper kehrt keine Ruhe ein: Nach der Fusion mit PPL wurde ein Drittel der Belegschaft entlassen. Don bemüht sich, den exzentrischen Hotelier Conrad Hilton als Klienten zu gewinnen. Ein ehemaliger Kollege versucht, Pete und Peggy abzuwerben und beide erwägen, die Firma zu verlassen. Letztendlich entscheiden sie sich aber dagegen und arbeiten am Ende der Staffel bei der Firma Sterling Cooper Draper Pryce (SCDP), welche heimlich und in aller Eile gegründet wurde, um dem geplanten Verkauf von Sterling Cooper an die große Werbefirma McCann-Erickson zu entgehen.

### Staffel 4
Nach der Scheidung lebt Don alleine in einem kleinen Appartement in Manhattan. Seine rare Freizeit verbringt er mit flüchtigen Affären bzw. Prostituierten, zu viel Alkohol und dem Rosenkrieg mit Ex-Frau Betty. Diese muss erkennen, dass die Ehe mit Henry Francis ihr nicht automatisch die erhoffte Familienidylle bringt. Besonders die prä-pubertäre Tochter Sally wird immer aufsässiger und gerät ständig in Konflikt mit ihrer Mutter.
Sterling Cooper Draper Pryce (SCDP) kann sich nach seiner Neugründung wieder erfolgreich im Werbegeschäft behaupten. Obwohl Peggy weiter aufgestiegen ist, fühlt sie ihre Arbeit nicht angemessen wertgeschätzt, da Don als ihr Vorgesetzter regelmäßig die Lorbeeren erntet.
Pete bekommt sein erstes Kind mit Ehefrau Trudy. Nachdem der größte Kunde SCDP unerwartet verlassen hat, gerät die Firma in enorme finanzielle Schieflage und sie muss die Hälfte der Belegschaft entlassen, um nicht unterzugehen. Zu dieser Zeit – und zur Überraschung aller – verlobt sich Don mit seiner Sekretärin Megan, in die er sich während eines gemeinsamen Urlaubes verliebt hat.

### Staffel 5
In der ersten Zeit nach seiner Hochzeit mit Megan lässt Dons berufliches Engagement bei SCDP nach, zum Unmut Peggys und der Firmenpartner. Nachdem Megan – trotz vieler Einwände von Don – ihren Job bei SCDP gekündigt und ihre Karriere als Schauspielerin wiederaufgenommen hat, ist auch er wieder mit vollem Einsatz in der Firma.
Pete ist mit seiner Familie in die Suburbs gezogen, doch ihn belastet die tägliche Pendelei und er vermisst das Leben in Manhattan; umso mehr bemüht er sich in seinem Beruf, weitere Kunden zu gewinnen, um SCDP zu Stabilität und Wachstum zu führen. Hierzu muss er auch die Zusammenarbeit mit dem SCDP-Seniorpartner Roger Sterling neu aushandeln, da beide um die Führungsrolle in der Kundenbetreuung kämpfen.
Peggy entscheidet sich schließlich, aus Dons Schatten zu treten. Schweren Herzens verlässt sie SCDP und nimmt ein Angebot über die Leitung der Kreativabteilung bei der rivalisierenden Firma Cutler, Gleason & Chaough (CGC) an.

### Staffel 6
Megans Schauspielkarriere nimmt Fahrt auf, sie fühlt sich von Don jedoch nicht so unterstützt wie erhofft, was beide allmählich voneinander entfremdet. Auch die pubertierende Tochter Sally und ihr Bruder Bobby machen den beiden sowie Betty und Henry weiter das Leben schwer.
Nachdem zwei wichtige Kunden SCDP überraschend verlassen haben, entschließen sich Don und sein Rivale Ted Chaough von der ebenfalls strauchelnden Agentur CGC beide Firmen zu Sterling Cooper & Partners (SC&P) zu fusionieren, um sich künftig gegen mächtige Konkurrenten wie McCann-Erickson behaupten zu können.
So kehrt auch Peggy zurück unter Dons Leitung; beide sind jedoch inzwischen unterschiedlicher Auffassung in fast allen Belangen. Auch Pete, der nach einer aufgeflogenen Affäre von seiner Frau aus dem Haus geworfen wurde und in seinem kleinen Appartement in Manhattan vorübergehend seine demente Mutter aufnimmt, ist über den Zusammenschluss nicht glücklich, da seine Vormachtstellung als Kundenbetreuer erneut in Bedrängnis gerät. Umso glücklicher ist er, in der neu gegründeten SC&P-Außenstelle in Los Angeles wieder eine Einzelstellung haben zu können.
Unterdessen verschlimmert sich Dons Alkoholismus rapide und nach mehreren erratischen Entscheidungen seinerseits beschließen die übrigen Firmenpartner, ihn bis auf Weiteres von seinen Aufgaben zu entbinden und schicken ihn in den Zwangsurlaub.

### Staffel 7

#### Teil 1
Nach einigen Monaten der Abwesenheit darf Don zwar seinen Dienst bei SC&P wieder aufnehmen, doch nur unter strengsten Auflagen. So ist er u. a. gezwungen, für Peggy zu arbeiten – was nach kurzer Zeit sogar funktioniert. Trotzdem versuchen einige der Partner bei SC&P, ihn immer noch loszuwerden. Letztlich entgeht er seiner Kündigung nur, weil SC&P vorher als eigenständige Tochtergesellschaft an den Erzrivalen McCann-Erickson verkauft wird. Zur gleichen Zeit scheitert auch Dons Wochenend-Ehe mit der inzwischen in Los Angeles lebenden Megan an der räumlichen und emotionalen Distanz, die sich zwischen ihnen gebildet hat.

#### Teil 2
Wenige Monate später beschließt McCann-Erickson, SC&P‘s Selbstständigkeit zu beenden und vollständig zu absorbieren. Damit hört die Werbeagentur endgültig auf zu existieren.
Pete verlässt das Unternehmen und übernimmt eine hochdotierte Stelle bei Learjet, versöhnt sich mit seiner Noch-Ehefrau Trudy und im ländlichen Kansas startet die Familie einen Neuanfang. Peggy bleibt bei McCann und verfolgt konsequent ihr Karriereziel, Kreativ-Direktorin zu werden; auch privat findet sie überraschend mit ihrem Kollegen Stan ihr Glück.
Don begibt sich auf einen Selbstfindungstrip nach Kalifornien. Telefonisch spricht er sich mit der unheilbar an Lungenkrebs erkrankten Betty sowie Sally und Peggy aus. Ob er zu McCann-Erickson zurückkehrt, bleibt offen.

## Produktion
Das Drehbuch für die Pilotepisode wurde bereits 1999 von Matthew Weiner geschrieben, als dieser noch als Autor für Becker tätig war. Der Fernsehsender HBO lehnte die Serie im Jahr 2002 ab, wonach sich Weiner schlussendlich an AMC wandte. Weiner gelang es, den Sopranos-Erfinder David Chase für das Drehbuch zu interessieren. Dieses brachte ihn sogar dazu, Matthew Weiner für seine eigene Serie als Schreiber zu engagieren. Chase ermöglichte Weiner daraufhin im Hiatus innerhalb der letzten Sopranos-Staffel, den Piloten zu Mad Men mit dessen Filmcrew zu drehen. Da HBO allerdings das Projekt Mad Men nur unter Leitung David Chases in Serie gehen lassen wollte, blieb Weiner bei AMC.

## Besetzung und Synchronisation
Die deutsche Synchronisation entstand nach einem Synchronbuch und unter der Dialogregie von Harald B. Wolff durch die Synchronfirma Cinephon Synchron in Berlin.

### Hauptbesetzung
| Rollenname                                   | Schauspieler        | Hauptrolle (Staffeln) | Hauptrolle (Episoden) | Nebenrolle (Staffeln) | Synchronsprecher                                             |
| -------------------------------------------- | ------------------- | --------------------- | --------------------- | --------------------- | ------------------------------------------------------------ |
| Donald „Don“ Draper / Richard „Dick“ Whitman | Jon Hamm            | 1–7                   | 1–92                  | 0                     | Sascha Rotermund                                             |
| Margaret „Peggy“ Olson                       | Elisabeth Moss      | 1–7                   | 1–92                  | 0                     | Corinna Riegner                                              |
| Peter „Pete“ Campbell                        | Vincent Kartheiser  | 1–7                   | 1–92                  | 0                     | Nicolás Artajo                                               |
| Elizabeth „Betty“ Francis, vormals Draper    | January Jones       | 1–7                   | 1–92                  | 0                     | Kaya Marie Möller                                            |
| Joan Harris, vormals Holloway                | Christina Hendricks | 1–7                   | 1–92                  | 0                     | Debora Weigert                                               |
| Roger Sterling                               | John Slattery       | 1–7                   | 1–92                  | 0                     | Bernd Vollbrecht                                             |
| Trudy Campbell                               | Alison Brie         | 1–7                   | 4–92                  | 0                     | Leoni K. Oeffinger (Staffel 1–2) Julia Meynen (ab Staffel 3) |
| Bertram „Bert“ Cooper                        | Robert Morse        | 3–7                   | 27–92                 | 1–2                   | Kaspar Eichel                                                |
| Sally Beth Draper                            | Kiernan Shipka      | 4–7                   | 40–92                 | 1–3                   | Aliana Schmitz (Staffel 1) Vivien Gilbert (ab Staffel 2)     |
| Lane Pryce                                   | Jared Harris        | 4–5                   | 40–64                 | 3                     | Robert Missler                                               |
| Henry Francis                                | Christopher Stanley | 5–7                   | 53–92                 | 3–4                   | Florian Halm                                                 |
| Megan Draper                                 | Jessica Paré        | 5–7                   | 53–92                 | 4                     | Nicole Hannak                                                |
| Stan Rizzo                                   | Jay R. Ferguson     | 5–7                   | 53–92                 | 4                     | Martin Kautz                                                 |

### Nebenbesetzung
| Rollenname                  | Schauspieler   | Staffeln (Staffeln) | Synchronsprecher   |
| --------------------------- | -------------- | ------------------- | ------------------ |
| Kenneth „Ken“ Cosgrove      | Aaron Staton   | 1–7                 | Sebastian Schulz   |
| Harold „Harry“ Crane        | Rich Sommer    | 1–7                 | Robin Kahnmeyer    |
| Rachel Katz, vormals Menken | Maggie Siff    | 1–2, 7              | Eva Michaelis      |
| Salvatore „Sal“ Romano      | Bryan Batt     | 1–3                 | Michael Iwannek    |
| Paul Kinsey                 | Michael Gladis | 1–3, 5              | Dennis Schmidt-Foß |
| Ted Chaough                 | Kevin Rahm     | 4–7                 | Viktor Neumann     |
| Michael Ginsberg            | Ben Feldman    | 5–7                 | Roman Wolko        |
| Dawn Chambers               | Teyonah Parris | 5–7                 | Anne Helm          |

## Ausstrahlung

### Vereinigte Staaten
Bis Juni 2013 wurden in den USA sechs Staffeln komplett gesendet. Im Juli 2013 gab AMC bekannt, dass die siebte Staffel und letzte Staffel aus 14 Episoden bestehen und ihre Ausstrahlung über zwei Jahre gestreckt werden würde. Die Ausstrahlung des ersten Teils begann am 13. April 2014, der zweite Teil wurde vom 5. April bis zum 17. Mai 2015 gesendet.

### Deutschland
Der deutsche Pay-TV-Sender FOX Channel zeigte die erste Staffel der Serie vom 6. Juli bis zum 4. Oktober 2009. Die zweite Staffel wurde vom 27. September bis 8. November 2010 erstausgestrahlt. Die erste Ausstrahlung der dritten Staffel erfolgte vom 29. November 2010 bis zum 21. Februar 2011, die der vierten Staffel zwischen dem 24. Oktober 2011 und dem 5. Dezember 2011. Die Erstausstrahlung von Staffel fünf wurde zwischen dem 24. September 2012 und dem 17. Dezember 2012 gezeigt. Die Ausstrahlung der sechsten Staffel lief seit dem 23. September 2013. Ab dem 25. August 2014 wird die deutsche Erstausstrahlung der siebten Staffel auf Fox Channel erfolgen.
Ab dem 6. Oktober 2010 zeigte ZDFneo die erste Staffel von Mad Men. Für die Premiere warb man in Trailern und Anzeigen mit den Texten „Hinter jeder erfolgreichen Frau steht ein Mann, der ihr auf den Arsch glotzt“ sowie „In der Hauptrolle: die Rolle der Frau“.
Die Entscheidung, auf dem Spartenkanal ZDFneo mit seiner geringen Reichweite, anstatt im Hauptprogramm des ZDF zu senden, wurde in der Tageszeitung Die Welt durch die Autoren Kämmerlings und Praschl deutlich kritisiert. Diesem wurde unter anderem durch Christian Junklewitz von Serienjunkies.de entgegnet, dass Mad Men in den USA vom Kabelsender AMC mit geringer Reichweite gesendet wird und dass eine solche Serie das von ZDF bediente Massenpublikum kaum ansprechen dürfte. Die Free-TV-Premiere sahen 80.000 Zuschauer, der Gesamtmarktanteil lag bei 0,4 Prozent, was einer Verdoppelung des Senderschnitts entsprach.
Die Ausstrahlung der zweiten Staffel der Serie erfolgte vom 7. September bis zum 30. November 2011, die der dritten Staffel vom 7. Dezember 2011 bis zum 29. Februar 2012 auf ZDFneo. ZDFneo zeigte die vierte Staffel vom 13. Februar bis zum 8. Mai 2013. Die fünfte Staffel wurde vom 5. November 2013 bis zum 18. Februar 2014 auf ZDFneo gezeigt und die sechste Staffel wurde ebendort seit dem 14. April 2015 ausgestrahlt. Ab dem 9. August 2016 wurden abschließend alle 14 Folgen der 7. Staffel als Free-TV Premiere auf ZDFneo gezeigt.

### Schweiz
In der Schweiz begann SRF 1 am 18. August 2011 mit der Ausstrahlung der ersten Staffel der Serie. Die letzte Episode der siebten Staffel lief am 18. November 2019.

## Auszeichnungen
Die Serie stieß überwiegend auf positive Resonanz. Sie erhielt seit 2007 jedes Jahr in mehreren Kategorien Nominierungen für den Golden Globe Award und Emmy.
Golden Globe Award
- 2007: Beste Serie – Drama
- 2008: Beste Serie – Drama
- 2008: Bester Serien-Hauptdarsteller – Drama für Jon Hamm
- 2009: Beste Serie – Drama
- 2015: Bester Serien-Hauptdarsteller – Drama für Jon Hamm

Emmyverleihung
- 2008: Beste Dramaserie
- 2009: Beste Dramaserie
- 2009: Bestes Drehbuch bei einer Dramaserie für Andre Jacquemetton, Maria Jacquemetton und Matthew Weiner (Episode: Six Month Leave)
- 2010: Beste Dramaserie
- 2011: Beste Dramaserie
- 2015: Bester Hauptdarsteller in einer Dramaserie für Jon Hamm

## DVD-Veröffentlichung
Vereinigte Staaten
- Staffel 1 erschien am 1. Juli 2008
- Staffel 2 erschien am 14. Juli 2009
- Staffel 3 erschien am 23. März 2010
- Staffel 4 erschien am 29. März 2011
- Staffel 5 erschien am 16. Oktober 2012
- Staffel 6 erschien am 5. November 2013

Großbritannien
- Staffel 1 erschien am 30. Juni 2008
- Staffel 2 erschien am 13. Juli 2009
- Staffel 3 erschien am 26. April 2010
- Staffel 4 erschien am 28. März 2011
- Staffel 5 erschien am 5. November 2012
- Staffel 6 erschien am 4. November 2013

Deutschland
- Staffel 1 erschien am 4. Februar 2010
- Staffel 2 erschien am 9. Dezember 2010
- Staffel 3 erschien am 29. März 2012
- Staffel 4 erschien am 24. Mai 2012
- Staffel 5 erschien am 20. Dezember 2012
- Staffel 6 erschien am 19. Dezember 2013
- Staffel 7.1 erschien am 27. November 2014
- Staffel 7.2 erschien am 10. Dezember 2015